# تپه توکه ۳
تپه توکه ۳ در شهرستان خرم‌آباد، بخش دوره چگنی، دهستان کشکان، ۹۰۰ متری جنوب روستای خاطره واقع شده و این اثر در تاریخ ۲۲ اسفند ۱۳۸۵ با شمارهٔ ثبت ۱۸۱۸۳ به‌عنوان یکی از آثار ملی ایران به ثبت رسیده است.